# Staffin
Staffin est un village à l'est de la péninsule de Trotternish sur l'île de Skye dans le council area d'Highland en Écosse.